# Cynometra falcata
Cynometra falcata là một loài rau đậu thuộc họ Fabaceae.
Loài này chỉ có ở Fiji.